# Itoplectis quadricingulata
Itoplectis quadricingulata là một loài tò vò trong họ Ichneumonidae.